# Расёмон
Расёмон (яп. 羅城門 или яп. 羅生門, также Радзёмон или Расэймон, «ворота Расё», букв. «за́мковые ворота») — ворота, стоявшие в южных концах основных городских проспектов (Судзаку-одзи) в древних японских столицах Наре (Хэйдзё-кё) и Киото (Хэйан-кё). На противоположных (северных) концах проспектов стояли ворота Судзаку (Судзакумон) — парадный въезд в императорскую резиденцию.
Ворота Расёмон изначально носили название «Радзёмон»: слово радзё (яп. 羅城, радзё:) обозначало внешние пределы за́мковой (городской) территории, и отражало древнюю китайскую традицию градостроения. Слово «Расёмон» вошло в употребление после постановки[когда?] известным драматургом Кандзэ Нобумицу пьесы театра Но с таким названием.
В более позднее время[когда?] для обозначения собственно ворот (а не театральной пьесы) в обиход вошло название Радзёмон (яп. 羅城門, радзё: мон).

## Расёмон в Киото
Расёмон в Киото являлись самыми величественными из двух монументальных ворот, возведённых в период Хэйан. Построенные в 789 году, они были более 32 метров в ширину, около 8 метров в высоту, примыкали к 23-метровой каменной стене.
К XII веку ворота пришли в запустение и стали небезопасным местом, имевшим дурную славу пристанища воров и разбойников. В строениях ворот оставляли трупы и брошенных детей. Легенды гласили, что ворота служили обиталищем демону Ибараки Додзи.
Именно эти разрушенные ворота послужили основной сценой действия рассказа «Ворота Расёмон» Рюноскэ Акутагавы и одноименного фильма Акиры Куросавы. Для Акутагавы Расёмон являлись символом морального и физического разложения японского общества времён заката эпохи Хэйан. В фильме герои вспоминают, что «по преданию, в воротах Расёмон жил дьявол, но и он сбежал, насмотревшись на человеческую подлость».
В настоящее время на месте ворот Расёмон не осталось даже фундамента. Историческое место в районе Минами отмечено лишь памятным знаком с пояснительной табличкой.

## Расёмон в Наре
Радзёмон в Наре располагались в 4 километрах к югу от ворот Судзакумон дворцового комплекса Хэйдзё-кё. Каменные блоки из оснований ворот были обнаружены во время раскопок в 1969—1972 годах. По оставшимся элементам фундамента можно судить, что ширина ворот достигала 41,5 метров.
Некоторые камни из основания ворот были использованы в XVI веке Тоётоми Хидэнагой, который расширил свой замок в Корияме.